# Otto Ernst von Dewitz
Otto Ernst Carl Hellmuth von Dewitz, unter Hinzufügung des Besitznamens auch Otto Ernst von Dewitz-Krumbeck (* 31. Oktober 1788 in Groß Miltzow; † 1. Juni 1858 in Krumbeck) war ein deutscher Gutsbesitzer und Mitglied der Mecklenburgischen Abgeordnetenversammlung.

## Leben
Otto Ernst von Dewitz (Nr. 497 der Geschlechtszählung) entstammte dem Haus Miltzow des mecklenburgisch-pommerschen Uradelsgeschlechts von Dewitz. Er war das dritte Kind und der zweite Sohn von Otto Ulrich von Dewitz und der Freiin Barbara von Maltzahn a.d.H. Rottmanshagen (1764–1811). Schon 1799 wurde er als Ritter der Ballei Brandenburg in den Johanniterorden aufgenommen. 1827 war er Gutsherr auf Cantreck (später Kantreck, Landkreis Cammin i. Pom.) und wurde zum ersten Direktor der ritterschaftlichen Privatbank in Stettin gewählt. Später war er Präsident des Kuratoriums der Bank.
Ab 1832 ließ er Herrenhaus und Park in Krumbeck nach Entwürfen von Peter Joseph Lenné umgestalten.
Am 21. Januar 1841 verlieh ihm Großherzog Georg von Mecklenburg-Strelitz den Titel Oberhauptmann, um ihm „einen besonderen Beweis Allerhöchst Ihrer Achtung und Ihres gnädigen Wohlwollens zu geben“.
Bei einer Nachwahl im Wahlkreis Mecklenburg-Schwerin 81: Basedow zur Mecklenburgischen Abgeordnetenversammlung wurde er im November 1848 zum Abgeordneten gewählt. Er schloss sich der konservativen Fraktion der Rechten an und wurde Mitglied eines besonderen Ausschusses zur Gründung einer Mecklenburgischen Bank; am 21. Juni 1849 trat er von seinem Mandat zurück. Nach dem Zusammenbruch der demokratischen Bewegung und der Wiederherstellung der altständischen Verfassung nach dem Freienwalder Schiedsspruch war er weiterhin auf den Landtagen aktiv und wurde zum Sprecher einer ritterschaftlichen Gruppe, die eigene Vorstellungen zur Verbesserung der Steuer- und Zollverhältnisse in Mecklenburg machte, jedoch ohne Erfolg.
Seit 2. Oktober 1822 war er mit Alexandrine, geb. Freiin von Maltzahn (1800–1874) verheiratet. Die Ehe blieb kinderlos. Gut Krumbeck fiel im Erbgang an seinen Neffen Ulrich Otto von Dewitz (1814–1871).

## Auszeichnungen
- 1799 Ritter des Johanniterordens
- 14. Januar 1841: Roter Adlerorden 3. Klasse mit der Schleife[8]
- 1852 Roter Adlerorden 2. Klasse mit Eichenlaub[9]

## Schriften
- P.M. des Herrn Oberhauptmanns von Dewitz auf Krumbeck: enthaltend Vorschläge zur Verbesserung der Steuer- und Zollverhältnisse in Mecklenburg. Adler, 1851.
- Vorschläge zur Abänderung der Handlungs-Steuer und Landzölle: wie zur Ablösung der Mahl- und Schlachtsteuer in den Landstädten. Sandmeyer, 1851.